# Korpsabteilung
Als Korpsabteilung wurden provisorische Großverbände der deutschen Wehrmacht in Divisionsgröße bezeichnet, die in den Jahren 1943 und 1944 aufgestellt wurden.

## Aufstellung
Während des Deutsch-Sowjetischen Krieges erlitten die Verbände der deutschen Wehrmacht im Verlauf des Jahres 1943 große Verluste. Dies betraf vor allem die deutschen Infanteriedivisionen, die dem vermehrten Artillerie- und Panzereinsatz der Roten Armee zunehmend hilflos gegenüberstanden. Die Verluste konnten bei vielen Divisionen nicht mehr durch neue Soldaten ersetzt werden, sodass deren Einsatzstärken und Kampfkraft drastisch absanken.
Mit Wirkung vom 2. November 1943 wurden deshalb erstmals jeweils drei dezimierte Divisionen zu Korpsabteilungen zusammengelegt. Diese Korpsabteilungen waren als „Infanterie-Division neuer Art“ gegliedert, wobei die Regimenter als Divisions-Gruppen bezeichnet wurden. Sie führten jedoch zur Feindtäuschung die Kommandozeichen von Korps. Um die Tradition zu wahren und eine eventuelle Wiederaufstellung zu erleichtern, führten die drei Divisions-Gruppen die Nummer und die Ersatztruppenteile der Division aus der sie hervorgegangen waren. Das Artillerieregiment und die anderen Divisionstruppen führten die Nummer und Tradition der ersten der drei Ausgangsdivisionen fort, welche auch den Stab der Korpsabteilung bildete. Infolge der sich weiter verschlechternden Kriegslage wurde eine Wiederaufstellung der Divisionen utopisch. Sämtliche noch existierenden Korpsabteilungen wurden später in Infanterie-Divisionen umbenannt und die Nummern und Traditionen der jeweils 2. und 3. Ursprungsdivision erloschen.
Bei der Heeresgruppe Süd wurden die Korpsabteilungen "A", "B" und "C", bei der Heeresgruppe Mitte die Korpsabteilungen "D" und "E" aufgestellt. Im März 1944 wurde bei der Heeresgruppe Südukraine die Korpsabteilung "F" gebildet. Letztmals wurden Korpsabteilungen "G" und "H" nach der katastrophalen Niederlage der Heeresgruppe Mitte im Sommer 1944 gebildet. (→Operation Bagration)

## Liste der Korpsabteilungen
- Korps-Abteilung A: aus der 161., 293. und 355. Infanterie-Division hervorgegangen, wurde am 27. Juli 1944 in 161. Infanterie-Division umbenannt und nach dem 20. August 1944 bei Jassy in Ostrumänien vernichtet (→Operation Jassy-Kischinew)[2]
- Korps-Abteilung B: aus der 112., 255. und 332. Infanterie-Division hervorgegangen, wurde im Zeitraum vom 24. Januar bis 17. Februar 1944 während der Kesselschlacht von Korsun vernichtet[2]
- Korps-Abteilung C: aus der 183., 217. und 339. Infanterie-Division gebildet, wurde während der Lwiw-Sandomierz-Operation in einem Kessel bei Brody am 22. Juli 1944 vernichtet, die geplante Umbenennung in 183. Infanterie-Division fand nicht mehr statt.[2]
- Korpsabteilung D: Zusammenlegung der 56. und 262. Infanterie-Division, wurde während des sowjetischen Angriffs auf Witebsk vom 22. Juni 1944 bis zum 28. Juni 1944 fast zerschlagen (→Operation Bagration) und vier Wochen später mit einer Grenadier-Brigade und zwei Grenadier-Regimentern neu aufgestellt, am 10. September 1944 in 56. Infanterie-Division umbenannt[3]
- Korpsabteilung E: aus der 251., 137. und 86. Infanterie-Division gebildet, wurde in Weißrussland und Polen eingesetzt und am 16. Oktober 1944 in 251. Infanterie-Division umbenannt[3]
- Korpsabteilung F: Nachdem der 62. Infanterie-Division bereits die Reste der 38. Infanterie-Division zugeführt worden waren, bildete diese Division zusammen mit der 123. Infanterie-Division im März eine neue Korpsabteilung. Diese wurde am 20. Juli 1944 in 62. Infanterie-Division umbenannt und nach dem 20. August 1944 bei Jassy in Ostrumänien vernichtet[4]
- Korpsabteilung G: im Juli 1944 aus den Resten der 299., 260. und 337. Infanterie-Division in Ostpreußen gebildet, wurde am 14. September 1944[5] in 299. Infanterie-Division umbenannt[6]
- Korpsabteilung H: im Juli 1944[7] aus der 95., 197. und 256. Infanterie-Division hervorgegangen und in Litauen eingesetzt, wurde am 10. September in 95. Infanterie-Division umbenannt[6]